# Megalithische mausolea van de Begazy-Dandybajcultuur
De megalithische mausolea van de Begazy-Dandybajcultuur (Kazachs: Беғазы - Дәндібай мәдениеті, Russisch: Бегазы-дандыбаевские мегалитические мавзолеи) omvat een aantal grafmonumenten in het centrum van Kazachstan, behorend tot de archeologische cultuur van Begazy-Dandybaj (14e tot 8e eeuw v.Chr.). De mausolea, waarvan in 1998 18 ontdekt waren, zijn een kandidaat voor de opname in de UNESCO-werelderfgoedlijst.

## Geografie
De archeologische monumenten van de Begazy-Dandybajcultuur, welke megalithische mausolea en tot 10 hectare en 35 woningen omvattende proto-stedelijke megalithische bouwwerken omvatten, bevinden zich in de bergdalen van centraal Kazachstan, rond 300 km van de stad Karaganda in de oblast Karaganda. Geografisch gezien bezette de Begazy-Dandybajcultuur hetzelfde gebied als de latere pastoraal-nomadische Tasmolacultuur.

## Bouwwijze
De Begazy-Dandybaj-mausolea delen een aantal gemeenschappelijke kenmerken (vierkante vorm, ingang naar het oosten gericht, de aanwezigheid van een bovengelegen omgaande galerij, afgedekt met steenplaten, op hun plaats gehouden door steunpilaren), maar verschillen in omvang en interne indeling. De grootste en oudste mausolea zijn geconcentreerd in het noordelijke deel van het areaal, nabij de Begazy-bergen.
De meeste mausolea, maar niet alle, bezitten een tweevoudige buitenwand, en sommige van de graven hebben een twee-kamerstructuur. Voor de constructie van de buitenmuren werden stevige rechthoekige stenen platen met afmetingen van 2,5×0,8×0,18 tot 3,8×1,2×0,18 m en een gewicht tot 3 ton gebruikt. De platen werden verticaal en strak aaneen geplaatst. Bij sommige mausolea waren de buitenmuren 1,2-1,3 m in de bodem ingegraven en afgedekt met granieten platen. De bovengrondse hoogte van het buitenste deel was meer dan 1 meter, het binnenste deel, voor stevigheid met 0,8 m aarde omzoomd, was niet minder dan 1,5 m, waardoor een galerij werd gevormd. De totale hoogte van de structuur vanaf de grond tot de bovenrand van de binnenste muren was minimaal 4 m.
De centrale kamer was afgedekt met stenen platen, ondersteund door tot een veertiental vierkante pilaren. In de grafkamer bevond zich de enorme sarcofaag en een aardaltaar.
Naast mausolea werden in de necropoli ook gewone grafheuvel-begrafenissen gevonden, hetgeen de sociale ongelijkheid van de toenmalige maatschappij aantoont.

## Culturele betekenis
De geïsoleerde locatie van de Begazy-Dandybajcultuur, in vruchtbare bergdalen omringd door droge steppen, leidde tot de vorming van unieke kenmerken die het toelaten het als een overgangsfase tussen de Andronovo-periode en de Scythische culturen te beschouwen. Ondanks de overeenkomsten met de monumentale en religieuze structuren van het Andronovo-tijdperk onderscheiden de Begazy-mausolea zich door hun monumentaliteit en geavanceerde architectuur. De Sovjet-Kazachse archeoloog Alkej Chakanovitsj Margoelan, die deze monumenten twee decennia bestudeerde, introduceerde de wetenschappelijke benaming "Begazy-Dandybajcultuur", daarbij inbegrepen Aoel Dandybaj, waar de eerste sites van de cultuur werden gevonden, en plaatste deze in de overgang van de bronstijd naar de vroege ijzertijd.
In 1998 werden de megalithische mausolea van de Begazy-Dandybajcultuur door Kazachstan genomineerd voor de Werelderfgoedlijst van UNESCO. Het Comité voor de Toeristische Industrie van het Ministerie van Industrie en Nieuwe Technologieën van Kazachstan nam de Begazy-necropoli op in het cluster Astana, een van de vijf clusters van historisch en cultureel toerisme van het land.